# Aes equestre
En Derecho romano se llamaba aes equestre (deuda ecuestre) a la suma que el Estado destinaba para proporcionar dos caballos a cada caballero.
Esta costumbre estaba tomada de Corinto en tiempo de la monarquía; 1000 ases era la cantidad destinada y en la época de las guerras púnicas fue 10 000 ases. Al acreedor del Estado asistía la acción de la ley llamada per pignoris capionem; pudiendo tomar prenda contra el tribunal aerarii, como garantía del aes equestre.